# Ballindamm

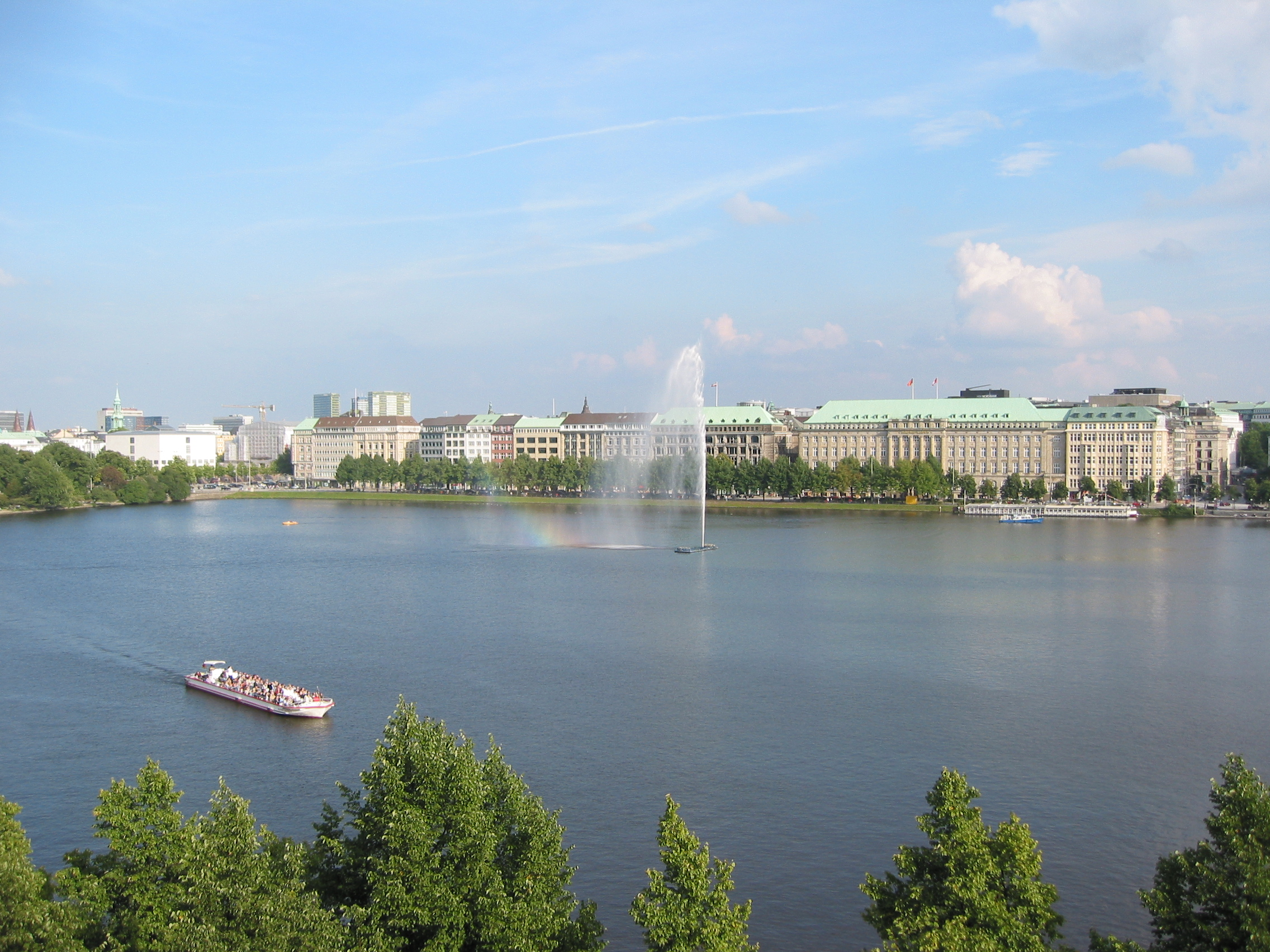
Blick über die Binnenalster auf den Ballindamm

Der Ballindamm ist eine Straße in der Hamburger Innenstadt (Stadtteil Hamburg-Altstadt). Direkt an der Binnenalster gelegen, verbindet der Ballindamm den Jungfernstieg mit dem Glockengießerwall (Ring 1) und dem Ferdinandstor. 
Angelegt wurde er nach dem Großen Brand von 1842 durch die Aufschüttung von Trümmerschutt und trug zunächst den Namen Alsterdamm. 1947 erfolgte die Umbenennung in Ballindamm, in Erinnerung an den deutschen Reeder Albert Ballin. Die von ihm geleitete Reederei Hapag (heute: Hapag-Lloyd) hat ihren Hauptsitz seit 1903 an dieser Straße. 
Ebenso haben verschiedene Banken – vorwiegend Privatbanken – ihren Sitz am Ballindamm. Die Europa Passage, ein 2006 fertiggestelltes Einkaufszentrum, hat ihren Westeingang an der Straße. Zugänge des U-Bahnhofs Jungfernstieg sorgen für eine gute Erreichbarkeit der Straße.
Bis Herbst 2020 wurde der Ballindamm umgebaut, um Platz für den wachsenden Fahrradverkehr zu schaffen. Der Umbau wurde vom Bund mit 5,7 Millionen € gefördert.

Alsterdamm 1906 aus Richtung Jungfernstieg
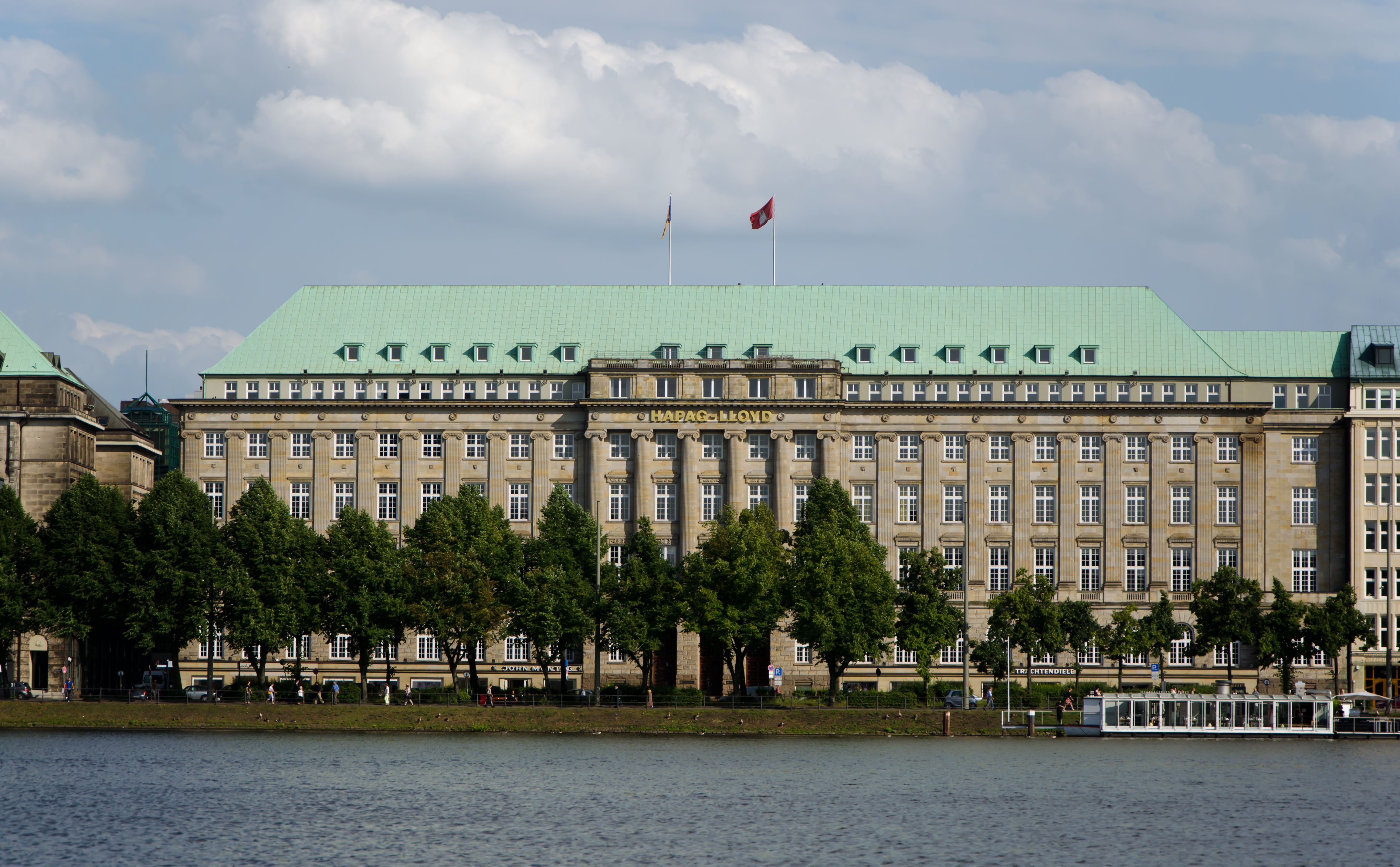
Hapag-Lloyd-Gebäude am Ballindamm
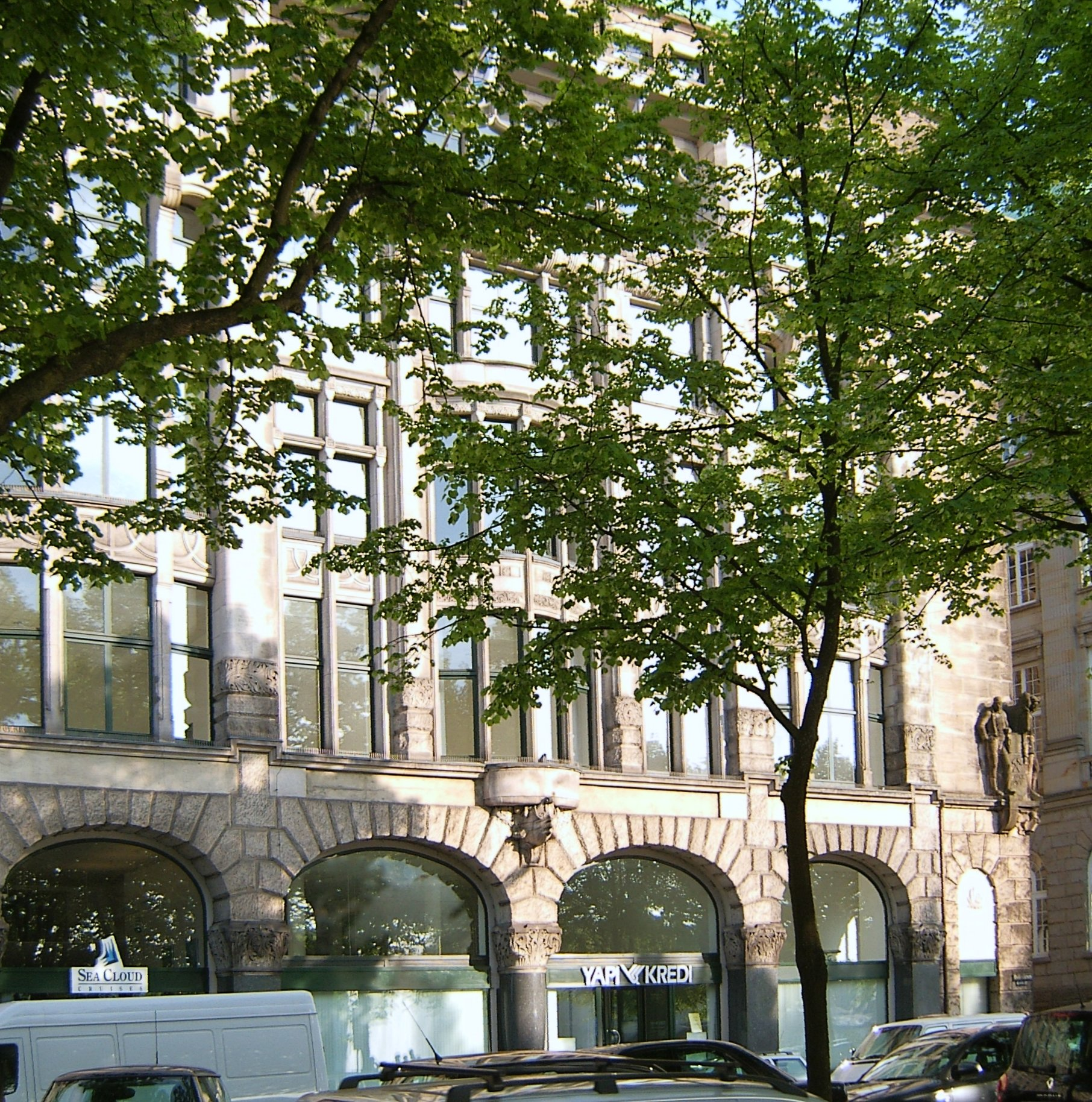
Kirdorfhaus, benannt nach Emil Kirdorf, bis 1989 Sitz der Seereederei "Frigga"
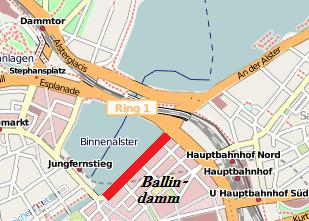
Lage des Ballindamms in Hamburg